# Eridolius aithogaster
Eridolius aithogaster är en stekelart som beskrevs av Gupta 1991. Eridolius aithogaster ingår i släktet Eridolius och familjen brokparasitsteklar. Inga underarter finns listade i Catalogue of Life.